# Daniel Cargnin
Daniel Cargnin, né le 20 décembre 1997 à Porto Alegre, est un judoka brésilien en activité évoluant dans la catégorie des moins de 66 kg (poids mi-légers). Il a remporté la médaille de bronze des Jeux olympiques d'été de 2020 à Tokyo dans sa catégorie.

## Carrière
Le judo est entré très tôt dans la vie de Cargnin, à l'âge de six ans. Encouragé par un ami d'école, le natif de Porto Alegre a commencé à pratiquer ce sport dans une académie de Canoas, dans la région métropolitaine de Porto Alegre. Il commence à se faire remarquer et, à l'âge de 13 ans, il reçoit une invitation de l'entraîneur Antônio Carlos Pereira, dit Kiko, à rejoindre l'équipe Sogipa. Cependant, jusqu'à son adolescence, le gaucho partageait toujours son attention avec le football : il était arrière droit dans les écoles de Grêmio. Jusqu'au jour où sa mère, Ana Rita, conseilla à son fils de se consacrer à une seule des activités. C'est à ce moment-là que Daniel a choisi le judo et, depuis, son évolution est constante.

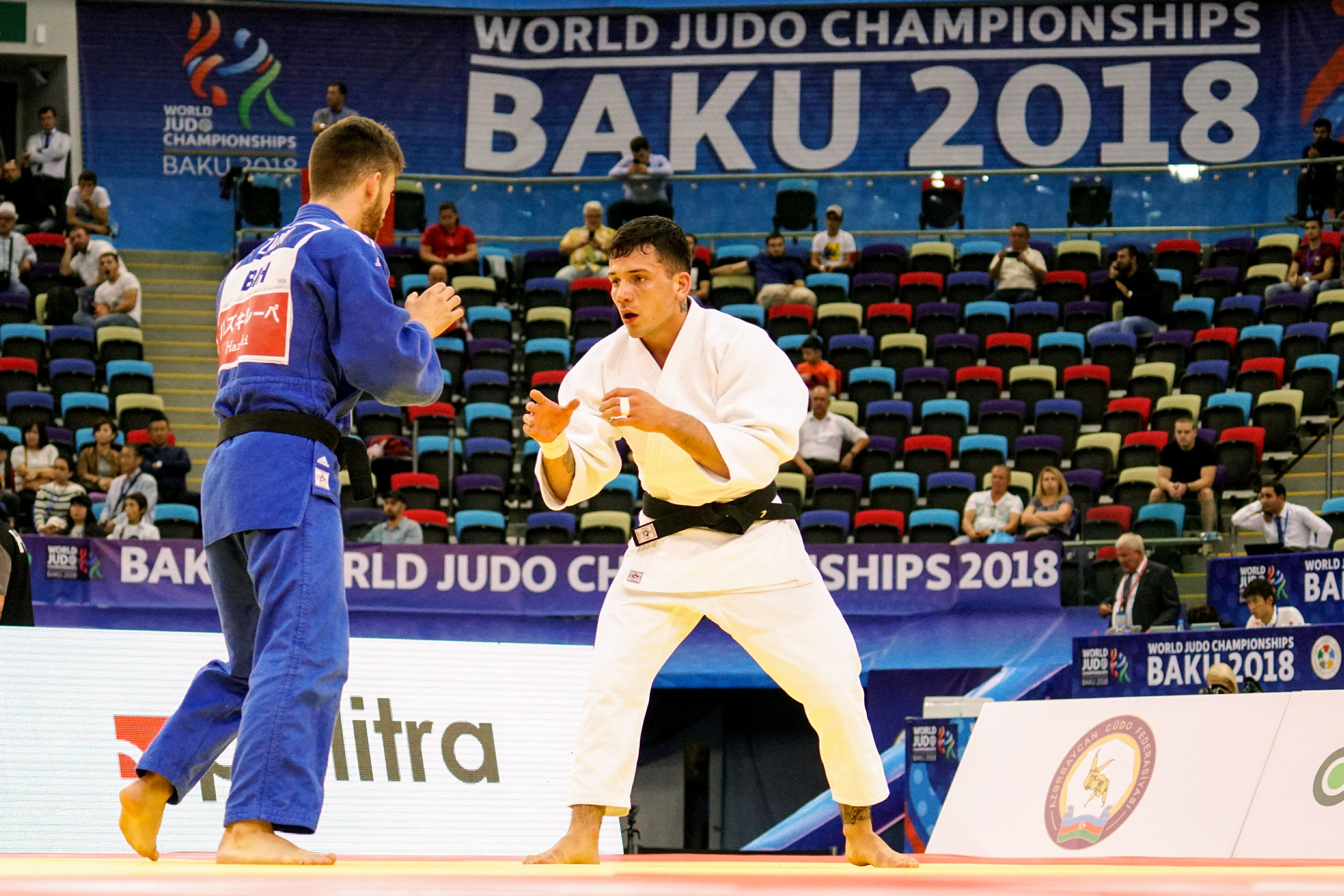
Cargin aux Championnats du monde de judo 2018.

Depuis 2015, Daniel participe à des compétitions pour les équipes brésiliennes juniors et seniors. Mais c'est en 2017, après avoir remporté les Championnats du monde juniors de judo 2017 à Zagreb et être devenu champion des sélections olympiques, que Cargnin s'impose dans l'équipe principale, à l'âge de 20 ans.

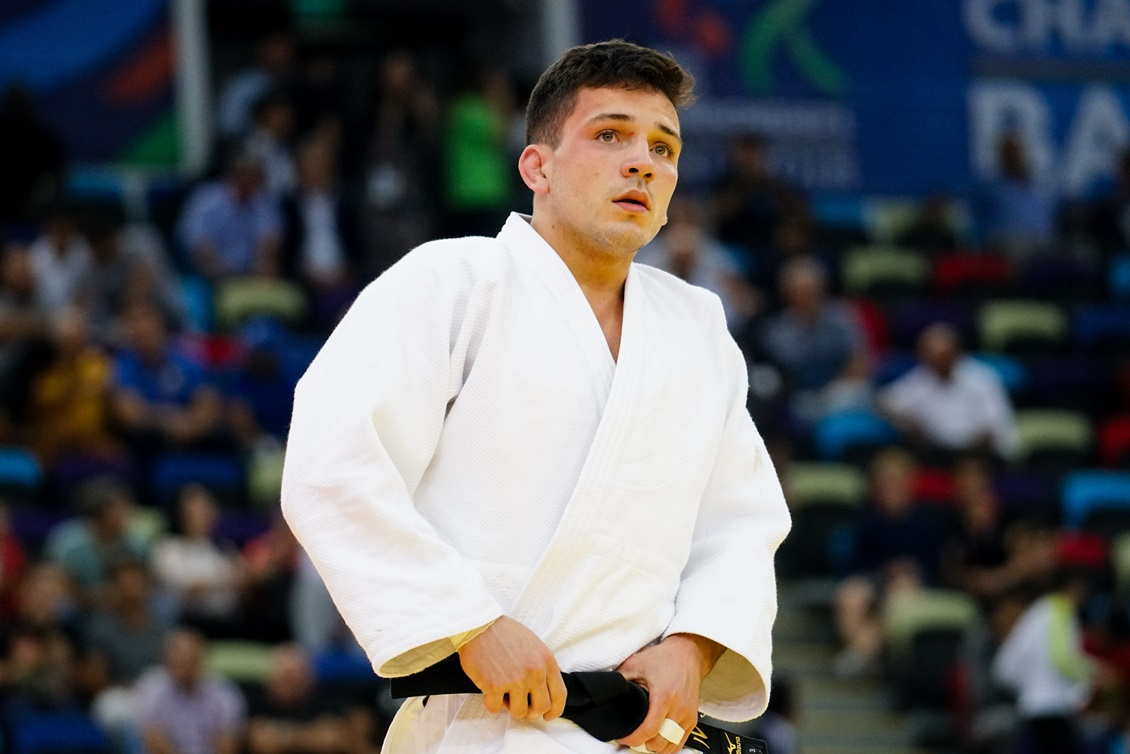
Cargin au Grand Chelem de Judo de Düsseldorf 2020.

### 2018-2020
Au Brésil, il a été le grand nom de la division poids welters (-66 kg) : champion du Grand Chelem de Judo de Brasilia 2019, double champion du Championnats panaméricains de judo (2019 et 2020) et vice-champion des Jeux Panaméricains de 2019 à Lima,.

### Jeux olympiques d'été de 2020
Cargnin a remporté une médaille de bronze aux Jeux olympiques d'été de 2020. Le 16 juin 2021, Cargnin est appelé par la Confédération brésilienne de judo (CBJ) pour ses premiers JO : les Jeux olympiques de Tokyo 2020, au Japon. Le gaucho s'est battu le 25 juillet, deuxième jour de compétition à Tokyo, et a remporté la médaille de bronze. Daniel a débuté la compétition en battant l'Egyptien Mohamed Abdelmawgoud, par ippon, au golden score. Puis, en huitièmes de finale, il a battu le Moldave Denis Vieru avec un wazari également au golden score. En quarts de finale, il a battu l'Italien Manuel Lombardo, vice-champion du monde et leader du classement, avec un wazari. En demi-finale, il s'incline par ippon face au Japonais Hifumi Abe, double champion du monde. Et, dans le match pour la médaille de bronze, il a battu l'Israélien Baruch Shmailov avec un wazari.

### 2021-2024
En janvier 2022, le judoka de Porto Alegre change de catégorie : il commence à représenter le Brésil dans la catégorie des poids légers (jusqu'à 73 kg).
Aux Championnats du monde de judo 2022 organisés à Tachkent, en Ouzbékistan, il a remporté une médaille de bronze en battant le champion du monde Manuel Lombardo.
Aux Masters mondial de judo 2022 (deuxième compétition la plus importante du circuit de judo, après le Championnat du monde), Cargnin a remporté la médaille d'or. La dernière fois que le Brésil a remporté l’or au Masters, c’était il y a 10 ans, avec Rafael Silva.
Cargnin s'est une nouvelle fois illustré lors du Grand Chelem (le tournoi qui rapporte le plus de points au classement du judo après les JO, les Championnats du monde et le Masters) en 2023. Il a remporté une médaille d'argent au Grand Chelem de Judo de Paris 2023 et une de bronze au Grand Chelem de Judo de Tel Aviv 2023,.
En 2023, Cargnin a atteint son troisième titre individuel au Championnats panaméricains de judo et a également remporté une médaille d'or dans l'équipe mixte du Brésil. Aux Jeux panaméricains de 2023, il a atteint la finale, mais en raison d'une blessure physique, il a dû abandonner l'épreuve. finale, laissant l'or à son compatriote Gabriel Falcão, assurant toutefois une place pour les Jeux Olympiques de 2024. Il a également obtenu une médaille d'argent pour sa participation à la modalité par équipe mixte,,,.
Aux Championnats panaméricains de judo 2024, organisés à Rio de Janeiro, Cargnin a atteint la finale, où, dans un combat controversé, où l'arbitre n'a pas donné plusieurs attaques appliquées par le Brésilien au Canadien Arthur Margelidon, et a également cessé d'appliquer shidos au Canadien, le Brésilien a terminé avec l'argent,.
Aux Championnats du monde de judo 2024, Cargnin atteint le combat pour la médaille de bronze, mais termine à la 5e place de la compétition.

## Palmarès

### Palmarès international
| Année | Compétition                | Lieu        | Résultat | Catégorie      |
| ----- | -------------------------- | ----------- | -------- | -------------- |
| 2017  | Championnats panaméricains | Panama      | 2e       | Moins de 66 kg |
| 2018  | Championnats panaméricains | San José    | 2e       | Moins de 66 kg |
| 2019  | Championnats panaméricains | Lima        | 1er      | Moins de 66 kg |
| 2019  | Jeux panaméricains         | Lima        | 2e       | Moins de 66 kg |
| 2020  | Championnats panaméricains | Guadalajara | 1er      | Moins de 66 kg |
| 2021  | Jeux olympiques            | Tokyo       | 3e       | Moins de 66 kg |
| 2022  | Championnats du monde      | Tachkent    | 3e       | Moins de 73 kg |
| 2025  | Championnats du monde      | Budapest    | 2e       | Moins de 73 kg |